# Mischocyttarus gilvus
Mischocyttarus gilvus är en getingart som beskrevs av Zikan 1949. Mischocyttarus gilvus ingår i släktet Mischocyttarus och familjen getingar. Inga underarter finns listade i Catalogue of Life.